# Alfred Newton
Alfred Newton (ur. 11 czerwca 1829 w Genewie, zm. 7 czerwca 1907 w Cambridge) – angielski zoolog, profesor zoologii i anatomii porównawczej w University of Cambridge, członek Linnean Society, Zoological Society of London i Royal Society, który otrzymał Royal Medal (1900) za osiągnięcia w dziedzinie ornitologii i zoogeografii, autor wielu haseł o ptakach, zamieszczonych w Encyklopedia Britannica (zachowanych do dzisiaj z niewielkimi korektami), inicjator prawnej ochrony ptaków i innych gatunków zagrożonych wyginięciem.

## Życiorys

### Dzieciństwo i studia
Był piątym synem Williama Newtona (spadkobiercy Samuela – byłego plantatora trzciny cukrowej w Indiach Zachodnich), właściciela posiadłości w Elveden Hall (Suffolk), posła z Ipswich, oraz Elizabeth z d. Milnes. Ojcem matki był Richard Slater Milnes z Fryston Hall, w latach 1784–1802 poseł z Yorkshire.
W roku 1828 rodzice, wraz z siedmiorgiem dzieci, ich opiekunkami i służbą, wybrali się w długą, spokojną wyprawę do Pizy. Kolejne dziecko – syn Alfred – urodziło się w czasie powrotnej podróży przez Szwajcarię (11 czerwca 1829 roku), w byłym pałacu Voltaire’a Les Délices (wówczas poza granicami Genewy). W następnym roku rodzina wróciła do Elveden. Jako dziecko Alfred uczestniczył w polowaniach (m.in. na cietrzewie), co przerodziło się w ogólne zainteresowanie zwierzętami, a przede wszystkim ptakami (hodował je w klatkach). Obserwacje przyrodnicze utrudniała mu niesprawność stawu biodrowego (skutek choroby lub urazu). Niemal nieodłącznym towarzyszem Alfreda został wkrótce jego młodszy o cztery lata brat, Edward (1832–1897). Więź z Edwardem stała się znacznie silniejsza niż ze starszymi braćmi i bardzo trwała. Dla upamiętnienia Edwarda Newtona pustułka malgaska nosi miano Falco newtoni.
Uczył się w domu i – od 1844 roku – w prywatnej szkole Mr. Walkera w Stetchworth koło Newmarket (Suffolk). W roku 1846 przez kilka miesięcy pobierał lekcje u Rev. Josepha Hornera, wikariusza Evertonu, niedaleko Biggleswade (Bedfordshire). Został immatrykulowany w Magdalene College (zob. kolegia Uniwersytetu w Cambridge) w 1848 roku. Wybrał Classical Tripos – kurs na Wydziale Klasyki. Studiował prawo – uważano, że może być dobrym adwokatem. Z satysfakcją doskonalił umiejętności przesłuchiwania świadków (zob. metoda sokratyczna, erotematyka) i wyróżniał się w eseistyce. Studia pierwszego stopnia ukończył w 1852 roku, a stopnie BA i MA otrzymał w latach 1853 i 1856. W pierwszych latach studiów dwukrotnie – w 1852 i 1853 roku – zdobył College prize for English Essay, co uważano za wydarzenie wyjątkowe.
Informacje o przebiegu studiów są nieliczne. Wiadomo m.in. że Alfred Newton spotkał w Oksfordzie znanego botanika, prof. Henslowa, jednak nie skorzystał z tego spotkania, interesując się innymi działami biologii (czego później żałował). Jednym z jego kolegów był Charles Pierrepont Cleaver, z którym m.in. wspólnie malowali okna uczelnianej kaplicy. Od 1854 roku miał tytuł Fellow. Był jednym z pierwszych członków studenckiego klubu o profilu polityczno-społecznym („Klubu Pitta”).

### Podróże
W końcowym okresie studiów A. Newton został wyróżniony przyznaniem Travelling Fellowship (inaczej Drury travelling fellowship) – sponsorowanego przez opactwo stypendium, które umożliwiało podróże wybranym synom zasłużonych osób z Norfolku (for a „gentleman’s son of Norfolk’s”). W latach 1855 i 1858 odwiedził arktyczne rejony Laponii, Norwegii i Finlandii. Towarzyszył mu, o kilka lat starszy przyjaciel z Oksfordu, ornitolog John Wolley (pasjonat kolekcjonowania jaj ptaków). Wspólnie poszukiwali u wybrzeży Islandii gniazd wymarłego gatunku alki – Pinguinus impennis, ang. great auk (zob. przyczyny wyginięcia alki olbrzymiej, wyspa Eldey). W lecie 1858 roku odbyła się ich ostatnia wspólna wyprawa – Wolley musiał wracać do Londynu z powodu zaburzeń czynności mózgu (ich przyczyną było prawdopodobnie zakażenie wirusowe lub guz). Po powrocie stan jego zdrowia pogarszał się. Zmarł 20 listopada 1859 roku w wieku 36 lat.
W roku 1857 Newton przebywał w Indiach Zachodnich, a następnie w Ameryce Północnej. Wraz z bratem Edwardem obserwował m.in. na wyspie St. Croix (Wyspy Dziewicze) ptaki należące do rodzaju Megascops. Wspólnie opisali nowy podgatunek, któremu nadano nazwę binominalną Megascops nudipes newtoni.
Miejsca lęgowe ptaków morskich A. Newton obserwował również z Henrym Evansem z Derby, przyjacielem z wczesnej młodości, z którym odbył wiele letnich rejsów żeglarskich. W 1864 roku uczestniczył w rejsie na Spitsbergen na jachcie Sir Edmunda Birkbecka.

### Profesura w Cambridge
W okresie podróży nie zrywał kontaktów ze środowiskiem akademickim. W listach do Edwarda Newtona entuzjastycznie komentował np. koncepcję Karola Darwina i Alfreda Wallace’a, ogłoszoną przez Wallace’a w czasie posiedzenia Towarzystwa Linneuszowskiego 1 lipca 1858 roku (treść wystąpienia poznał dzięki lekturze opublikowanego sprawozdania z posiedzenia). Napisał, że ogłoszona przez nich teoria doboru naturalnego nie tylko rozwiązuje wiele problemów, które go głęboko nurtowały – czyni to w nieoczekiwanie prosty sposób. Po publikacji w roku 1859 książki Darwina O powstawaniu gatunków Newton uczestniczył w dyskusjach, które wówczas rozgorzały (zob. też debata oksfordzka nt. teorii ewolucji (1860)). Był jednym z pierwszych zoologów, wyrażających jednoznaczne poparcie teorii i stosujących ją w czasie interpretacji własnych obserwacji przyrodniczych.

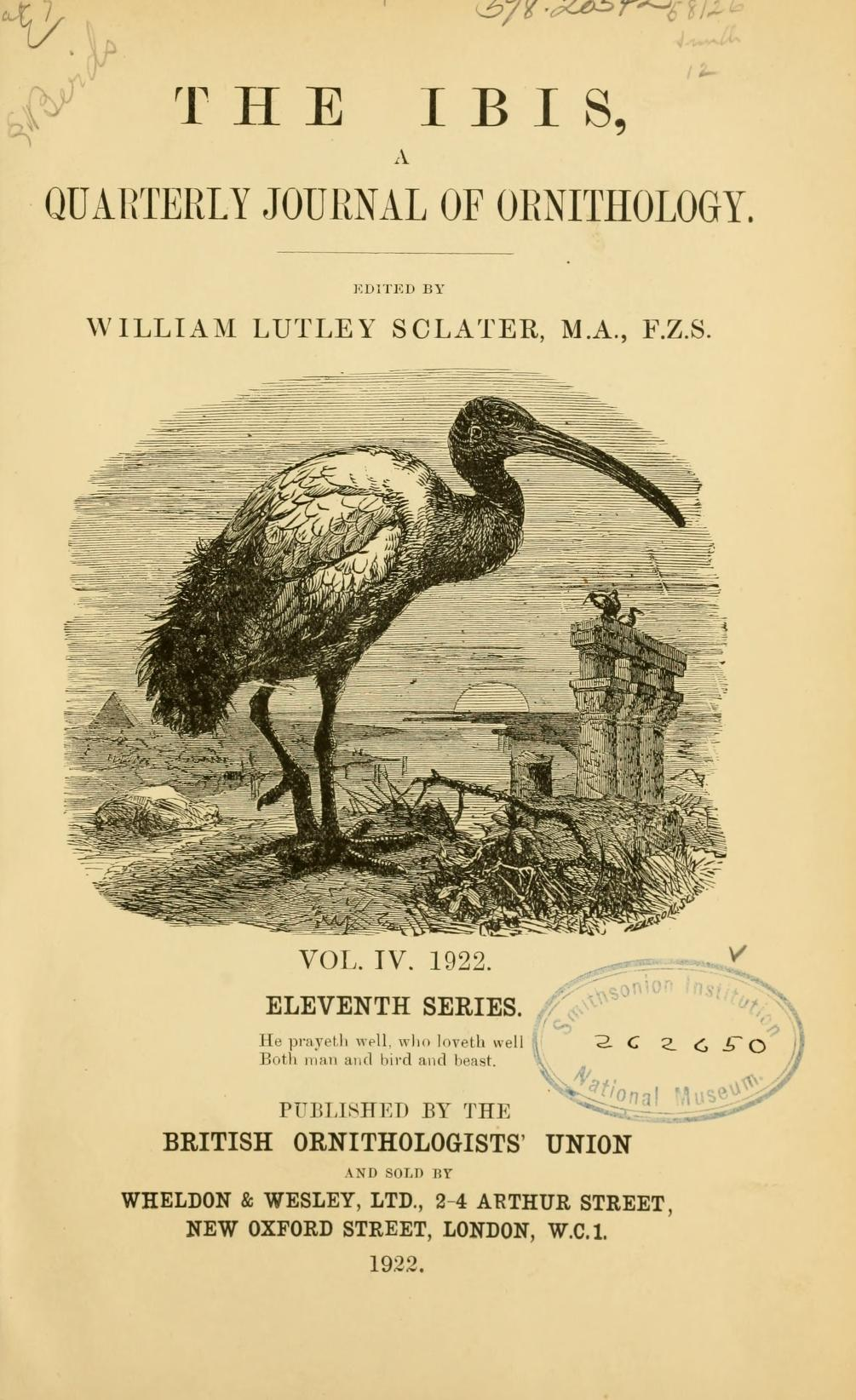
Kwartalnik „The Ibis” z 1922 roku

W latach 1862–1863 napisał i opublikował m.in. Zoology of Ancient Europe i Ornithology of Iceland. Gdy w kolejnych latach utworzono w University of Cambridge katedrę zoologii i anatomii porównawczej, był jednym z dwóch kandydatów na stanowisko pierwszego profesora – drugim kandydatem był dr W.H.D. Drosier. Przed głosowaniem prosił Darwina i Huxleya o poparcie, jednak nie uzyskał go. Darwin odpowiedział uprzejmie, że jego zdaniem w naukowym dorobku Newtona za bardzo dominuje ornitologia (brakuje np. prac o bezkręgowcach lub histologii). Mimo braku tego ważnego poparcia głosowanie, które odbyło się 1 marca 1866 roku, zakończyło się pomyślnie dla Newtona: uzyskał 110 głosów poparcia, pokonując kontrkandydata (82 głosy). Kierował katedrą do śmierci, czyli przez ponad 40 lat.
Był zaangażowanym menedżerem nowej Katedry Zoologii oraz autorytetem w dziedzinie ornitologii (nieco ekscentrycznym erudytą). Uważa się, że nie stworzył żadnych istotnych teorii naukowych, jednak cieszył się dużym uznaniem w środowisku naukowym. Znajduje to np. wyraz w obszernej korespondencji, m.in. z Darwinem.
O wysokiej pozycji, którą zajmował w środowisku, świadczy też m.in. wybór w 1879 roku na przewodniczącego Cambridge Philosophical Society, które w 1819 roku założyli Adam Sedgwick i John Stevens Henslow, przekonani o boskiej kreacji świata ożywionego (zob. O powstawaniu gatunków – powstanie teorii). Należał do założycieli British Ornithologists’ Union i czasopisma „Ibis”, które współredagował. Był członkiem Linnean Society i Zoological Society of London oraz Royal Society (od 1870 roku). W 1900 roku otrzymał Royal Medal i Gold Medal of Linnean Society 1900.
Za istotne dla ochrony przyrody, prowadzonej obecnie zgodnie z prawem międzynarodowym (w tym np. konwencja o ochronie wędrownych gatunków dzikich zwierząt lub konwencja o różnorodności biologicznej), uważa się działania Alfreda Newtona, które podejmował starając się zwrócić uwagę na wymieranie gatunków spowodowane działalnością człowieka. Doprowadził do uchwalenia w czerwcu 1869 roku pierwszego aktu prawnego w sprawie ochrony ptaków morskich (Sea Birds Preservation Act), wprowadzającego okres ochronny od 1 kwietnia do 1 sierpnia dla 35 gatunków (ochrona nie obejmowała jaj).
Pod koniec życia wyznaczył Williama Batesona na zastępcę w czasie wykładów, ale stale uczestniczył w życiu katedry. Zmarł w Cambridge 7 czerwca 1907 roku z powodu niewydolności krążenia.
Poza Cambridge A. Newton był aktywny w społeczności jako J.P. dla Suffolk. Nie był żonaty.

## Muzeum zoologiczne w Cambridge
Za datę powstania University Museum of Zoology uważa się rok zakupu przez University of Cambridge kolekcji eksponatów dotyczących anatomii porównawczej (Harwood Collection of Comparative Anatomy), którą zgromadził Busick Harwood. W następnych muzeum było wzbogacane o kolejne kolekcje, wśród nich ornitologiczną kolekcję Williama Swainsona, zbiory przywiezione z wyprawy Darwina na HMS Beagle (m.in. zięby Darwina) i kolekcję H.E. Stricklanda (1811–1853).
Kolekcja Alfreda Newtona jest największą kolekcją indywidualną. Wchodzące w jej skład eksponaty (wypchane skóry, szkielety i pojedyncze kości, jaja, skamieniałości), m.in. reprezentujące gatunki wymarłe (dront dodo, dront samotny, alka olbrzymia), stanowią ponad 90% eksponowanych gatunków. Ich łączna liczba nie została dokładnie określona (katalog opracowywał C.W. Benson w latach 60. i 70. XX w.). Przypuszcza się, że przekracza 3 tys., spośród blisko 10 tys. uznanych gatunków ptaków. Kolekcja jaj została skompletowana głównie przez Johna Wolleya, a kolekcja szkieletów (ok. 1700) i pojedynczych kości – przede wszystkim dzięki staraniom Edwarda Newtona. Szczególnie bogaty jest zbiór okazów z archipelagu Maskareny (Mauritius, Reunion, Rodrigues)

## Publikacje
Zamieszczony w Life of Alfred Newton (A.F.R. Wollaston, 1921) wykaz opublikowanych artykułów zawiera ok. 160 pozycji (w takich czasopismach jak „Ibis”, „Journal of Zoology”, „The Zoologist”, „Natural History Review” i in.).
Spośród licznych prac autorstwa Alfreda Newtona, w tym wielu zdigitalizowanych i dostępnych w Internet Archive, wyróżniana jest przede wszystkim książka The Dictionary of Birds (uznawana za dzieło prawdopodobnie największe). Drugą z jego wielkich prac jest Ootheca Wolleyana – katalog wielkiej kolekcji jaj ptaków, której główną część zgromadził John Wolley. Ojciec zmarłego przyjaciela przekazał, zgodnie z życzeniem syna, jego notatki i zbiory Newtonowi. 24 opakowania (ważące tonę) dostarczono do Elveden w lutym 1860 roku. Po konsultacji z Philipem Sclaterem Newton podjął się opracowania notatek Wolleya – utworzenia katalogu jego bogatej kolekcji. W latach 1864–1907 opublikował cztery tomy Ootheca Wolleyana. Kolejne części, wydawane w latach 1864, 1902, 1905 i 1907, były uzupełniane opisami nowych kolekcji (jaja z Laponii – F.W. i L.M. Knoblock) oraz ilustracjami, wykonanymi przez Henrika Grönvolda (m.in. 8 plansz, ilustrujących wygląd jaj alki olbrzymiej). Kolekcja Wolleya, wzbogacona przez Newtona, stała się częścią Muzeum Zoologii University of Cambridge.
Poza powyższymi pozycjami często wymienia się:
- Zoology of Ancient Europe (1862)[43]
- Zoology (1872, 1874)[44]
- Ornithology of Iceland (1863)[n]
- Aves in the 'Record of Zoological Literature’ vols, i.-vi[46]
- Birds of Greenland w: ‘Arctic Manual’ (Notes on Birds which Have Been Found in Greenland[47])

Alfred Newton jest ponadto autorem licznych artykułów naukowych, opisów ptaków w Encyklopedia Britannica, biografii-memoriałów zasłużonych członków stowarzyszeń naukowych (Gilbert White w Dictionary of National Biography, John Wolley w „Ibis” i in.). Prezentował wyniki badań na konferencjach naukowych, np. spotkaniach Zoological Society of London.
Redagował m.in.:
- 1865–1870 – „The Ibis”[8]
- 1870–1872 – „The Zoological Record” (czasopismo)
- 1871–1882 – A History of British Birds, książka Williama Yarrella[50]

## Upamiętnienie
Osobę i dokonania Alfreda Newtona upamiętnił m.in. jego uczeń, Alexander Frederick Richmond Wollaston, autor obszernej książki Life of Alfred Newton, wydanej w roku 1921 (przedmowę do książki napisał sir Archibald Geikie). W książce cytowane są liczne oryginalne dokumenty, przechowywane w archiwum The Balfour & Newton Libraries (kolekcja Alfred Newton Papers), takie jak obszerna korespondencja, dotycząca teorii ewolucji w okresie jej narodzin, spektakularnych odkryć ornitologicznych lub przebiegu starań o prawną ochronę dzikich ptaków.
Eksponaty muzealne, zgromadzone przez Alfreda Newtona, są traktowane jako kolekcja specjalna.
British Ornithologists’ Union, stowarzyszenie założone z udziałem A. Newtona w 1858 roku, a obecnie działające na wszystkich kontynentach, wyróżnia ornitologów, którzy osiągnęli w swojej dziedzinie wyniki o znaczeniu międzynarodowym, przyznaniem Alfred Newton Lecture. Wyróżnieni w ten sposób zostali profesorowie:
- 1994 – Ian Newton(inne języki)
- 1995 – Janet KeLifear
- 1998 – Jared Diamond
- 2003 – Chris Perrins(inne języki)
- 2009 – Tim Birkhead(inne języki)